# Hatim Idar
Hatim Idar (en arabe : حاتم إدار) est un chanteur marocain. il a gi dans un univers mélodieux d'Oum Kalthoum, Wadih Al-Safi, Mohammed Abdel Wahab et bien d'autres légendes de la chanson marocaine telles que Mohamed al Hayani et Ahmed al Bidaoui.
Hatim effectue des tournées partout dans le monde notamment l'Europe, l'Amérique, le Canada et le Moyen-Orient.
Hatim Idar a participé à la célèbre compétition libanaise SuperStar : il était le premier marocain à atteindre la finale.
Hatim a sorti son premier single Zay Zaman en 2007, écrit par Ahmad Darwich et composé par Haitham Zayad. Future TV a produit cette chanson qui devient également un clip. S'ensuit Baa'dik B Ouyouni, chanson écrite par Elias Nasser, composée par Ehsan Al Monzer et arrangée par Boudy Naoum.
En 2011, Hatim a sorti un album 100% marocain Best of ya Wlidi où il a repris beaucoup de célèbres chansons marocaines avec un nouvel arrangement. Cet album a connu un grand succès qui lui a permis de revivre la même expérience sur ces prochains albums, notamment Soirée Live Volume 2 et Soirée Live Volume 3.
En 2016, il a reçu le prix Murex d'Or dans la catégorie meilleur artiste arabe.

## Discographie
- 2007 : Zey Zaman
- 2008 :Law be2der ()
- 2010 : Soirée Live Volume 1
- 2011 : Best of ya WElidi
- 2012 : Soirée Live Volume 2
- 2012 : 3lach 7ta be3dti w mchit
- 2013 :  Soirée Live Volume 3
- 2016 : 36
- 2018 : Banat Dounia

## Filmographie
- 2009 : Wlidat casa (وليدات كازا)
- 2011 : Zwaj tani (الزواج الثاني)
- 2011 : 7olm
- 2013 : Alwajh Al AKHAR (الوجه الآخر)
- 2013 : Yemma
- 2013 : Qamar Al A7mar